# NGC 6536
NGC 6536 (również PGC 61166 lub UGC 11077) – galaktyka spiralna z poprzeczką (SBb), znajdująca się w gwiazdozbiorze Smoka. Odkrył ją Edward D. Swift 18 sierpnia 1884 roku.